# بوفچه-شبگرد کوهستان
بوفچه-شبگرد کوهستان (نام علمی: Aegotheles albertisi) نام یک گونه از سرده شبگرد بوفچه‌ای است. این گونه در اندونزی و پاپوآ گینه نو زیست می‌کند. زیستگاهش نیز جنگل‌های گرمسیری کوهستانی است.